# سعدان صوفي بني
سعدان صوفي بني (الاسم العلمي:Lagothrix lagotricha) هو نوع من الحيوانات يتبع جنس سعدان صوفي من فصيلة السعادين العنكبوتية.